# Бої за Донбас (1918)
Бої за Донецьку заглибину 1918 ро́ку — військовий похід спеціальної групи Армії Української Народної Республіки на чолі з полковником Володимиром Сікевичем у квітні 1918 року на східні терени Катеринославської губернії проти більшовиків з метою встановлення української влади. В ході походу спеціальна група Запорізького корпусу Армії УНР звільнила ці території від більшовиків.

## Причини
Напередодні окупації України частинами австрійської та німецької армії не були чітко окреслені межі їхнього наступу вглиб країни. Першопочатково в планах німців було зайняти тільки Рівне, подальший наступ на Київ як писав у своєму щоденнику Вільгельм Ґренер було «народжене самим собою» і після заняття Києва наступ «тривало саме по собі». На прохання УЦР Ґренер направив німецькі війська в Харківську губернію з метою вигнання більшовиків і запобіганням вивезення майна в Росію.
За погодженням з Верховним командуванням головнокомандувач Східної армією Герман фон Ейхорн 10 квітня наказав почати наступ на Донецький басейн, пояснивши це так:
Примус до окупації Донецької області [австро-німецькими військами] пояснюється тим, що Україна не була б життєздатною без наявних там вугілля і руд. Перш за все, зростаючий дефіцит вугілля, від якого залізничні операції і економічні зобов'язання постраждали найбільш гостро, зажадав, щоб більшовики були вигнані з Донецької області.

## Реакція
У зв'язку з початком наступу на Донецький басейн на початку квітня 1918 року радянське керівництво постійно відправляло в Берлін ноти протесту в яких вимагали припинити наступ в вугільні райони. У свою чергу німецький уряд посилався на Брестський мир від 6 березня 1918 року в яких були вказані межі окупаційної зони.

## Перебіг подій
10 квітня головнокомандувач Східної армії і одночасно військовий губернатор України Генріх фон Ейхорн видав наказ про початок наступу на Донецький басейн.
За планом головнокомандувача з боку Катеринослава на Донбас повинен був наступати:
- Корпус Кнерцер.

з боку Харкова в напрямку на Старобільськ Міллерово:
- 1-й резервний корпус — Менгельбір Теодор;
- 16-я ландверська дивізія;
- 91-ша піхотна дивізія;
- 2-я кавалерійська дивізія;
- в складі 45, 9, 215, 224 ландверних дивізій і 2-ї баварської кавалерійської дивізії.

з боку Олександрівська в напрямку Волноваха-Маріуполь повинні були наступати австро-угорські частини.
- 59-а піхотна дивізія (Австро-Угорщина)

10 квітня 1918 року, наступного дня після переформування Запорізької дивізії у корпус, штаб запорожців одержав таємний усний наказ уряду, оголошений військовим міністром Олександром Жуковським. Було сформовано Донецьку групу у складі трьох піхотних, гарматного та інженерного полків. Група мала вирушити у напрямку Лозова-Слов'янськ для звільнення від більшовицьких частин Донецького басейну. Організацію та відрядження цього формування запорожців проводив сам генерал Олександр Натієв.
15 квітня після 12-годинного бою частини 215-ї піхотної дивізії і Донецької групи Армії УНР здобули станцію Барвінкове. Українці в цих боях втратили 9 убитих і 59 поранених. Після бою під Лозовою частини 215-ї дивізії спільно з частинами Донецької групи Армії УНР зайняли 17 квітня Слов'янськ, 18 — Бахмут. У Слов'янську частини Донецької групи повернули на південь в напрямку Краматорськ — Костянтинівка — Горлівка, а частини 215-ї дивізії після заняття Бахмута продовжили наступ в район Луганська.
У 20-х числах квітня частини 7-ї ландверської дивізії і 34-ї піхотної дивізії вели наступ в районі нинішнього Покровська.
21 квітня частини 59-ї дивізії підійшли до Волновахи, після запеклих боїв з 21 по 23 квітня станція була зайнята.
Далі група полковника Сікевича разом із німецькими військами зайняли після цілоденного бою 25 квітня станцію Микитівка. Тут особливо відзначилася 6 сотня 1 піхотного полку на чолі з сотником Коваленком. 30 квітня 1 піхотний полк дійшов до станції Колпаково, завершивши таким чином звільнення від більшовиків Катеринославської губернії.
Після того, як частини 215-ї піхотної дивізії загрузли в Слов'яносербському повіті, а частини 59-ї дивізії зайняли Маріуполь, у напрямку до Таганрогу висунулася 7 ландверська дивізія і баварська кавалерія. Частини 1-го резервного корпусу, який складався з 16 ландверської дивізії і 91-ї піхотної дивізії, під командуванням Теодора Менгельбіра без проблем зайняли Старобільський повіт і Міллерово і частково висунулися на Луганськ.
28 квітня німецькі частини після запеклого бою під Родаковим зайняли Луганськ, 29 квітня частини 2-ї кавалерійської дивізії перерізали залізничну колію на північ в районі Міллерово.
1-го травня після бою частини 7-ї дивізії зайняли Таганрог, а частини 91-ї дивізії зайняли Міллерово.